# マルボロ郡 (サウスカロライナ州)
マルボロ郡（英: Marlboro County）は、アメリカ合衆国サウスカロライナ州に位置する郡である。2010年国勢調査での人口は28,933人であり、2000年の28,818人から0.4%増加した。郡庁所在地はベネッツビル市（人口9,069人）であり、同郡で人口最大の都市でもある。

## 歴史
マルボロ郡となった地域には数千年の間、先住民族が移り変わり住んでいた。ヨーロッパ人と遭遇した時の部族はピーディー族だった。この地域に最初に入ったヨーロッパ人は、ペンシルベニアから南に移ってきたウェールズ出身の人々だった。1737年、最初の開拓地を設立し、ウェルシュネックと名付けた。
1785年3月12日、州議会の法によってマルボロ郡が設立された。郡名は初代マールバラ侯爵ジョン・チャーチルに因んで名付けられた。最初の郡庁舎はカーライルと呼ばれる村のクルックト・クリークの北、グレート・ピーディー川の近くに建てられた。郡庁舎を郡の中心に近い場所に移そうという動きがあり、州議会が1819年にベネッツビルを造って新しい郡庁所在地とした。ロバート・ミルズが郡庁舎を設計し、建築案に選ばれた。建設は1820年に始まり、1824年に完成した。

## 地理
アメリカ合衆国国勢調査局に拠れば、郡域全面積は485平方マイル (1,260 km2)であり、このうち陸地480平方マイル (1,200 km2)、水域は6平方マイル (16 km2)で水域率は1.15%である。

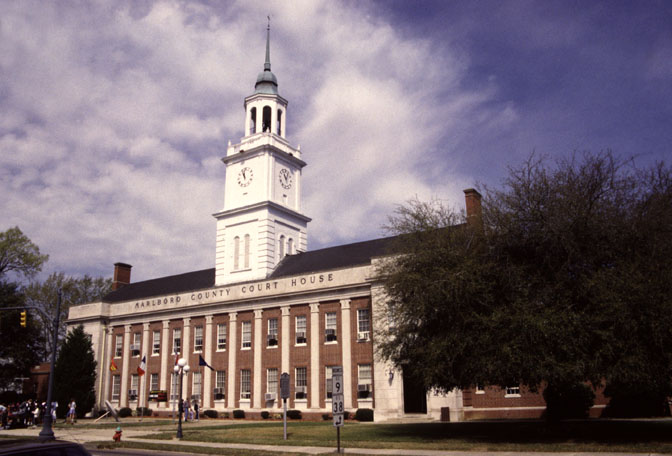
マルボロ郡庁舎

### 隣接する郡
- リッチモンド郡 (ノースカロライナ州) - 北
- スコットランド郡 (ノースカロライナ州) - 北東
- ロブソン郡 (ノースカロライナ州) - 東
- ディロン郡 - 東
- フローレンス郡 - 南
- ダーリントン郡 - 南西
- チェスターフィールド郡 - 西
- アンソン郡 (ノースカロライナ州) - 北西

## 交通

### 空港
- マルボロ郡ジェットポート
- マートルビーチ国際空港、ベネッツビルの123キロメートル南南東
- シャーロット・ダグラス国際空港、ベネッツビルの130キロメートル西北西
- クリオ・クロップ・ケア空港[5]

## 人口動態

2000人口ピラミッド

以下は2000年国勢調査による人口統計データである。
| 基礎データ - 人口: 28,818人 - 世帯数: 10,478 世帯 - 家族数: 7,334 家族 - 人口密度: 23人/km2（60人/mi2） - 住居数: 11,894軒 - 住居密度: 10軒/km2（25軒/mi2） 人種別人口構成 - 白人: 44.49 - アフリカン・アメリカン: 50.73% - ネイティブ・アメリカン: 3.36% - アジア人: 0.24% - その他の人種: 0.24% - 混血: 0.95% - ヒスパニック・ラテン系: 0.71% 年齢別人口構成 - 18歳未満: 26.2% - 18-24歳: 9.3% - 25-44歳: 29.4% - 45-64歳: 22.8% - 65歳以上: 12.3% - 年齢の中央値: 35歳 - 性比（女性100人あたり男性の人口） - 総人口: 96.3 - 18歳以上: 93.1 | 世帯と家族（対世帯数） - 18歳未満の子供がいる: 32.0% - 結婚・同居している夫婦: 42.6% - 未婚・離婚・死別女性が世帯主: 22.2% - 非家族世帯: 30.0% - 単身世帯: 26.9% - 65歳以上の老人1人暮らし: 11.0% - 平均構成人数 - 世帯: 2.59人 - 家族: 3.14人 収入と家計 - 収入の中央値 - 世帯: 26,598米ドル - 家族: 32,019米ドル - 性別 - 男性: 25,896米ドル - 女性: 20,590米ドル - 人口1人あたり収入: 13,385米ドル - 貧困線以下 - 対人口: 21.7% - 対家族数: 17.7% - 18歳未満: 29.2% - 65歳以上: 22.7% |

## 政治
マルボロ郡はソリッド・サウスに属し、1924年には100%民主党に投票するなど、民主党が圧倒的に強かった。過去50年間も民主党が強かったが、1972年アメリカ合衆国大統領選挙では、マルボル郡を含む州内全郡を共和党のリチャード・ニクソンが制した。最近でも民主党は強く、2008年アメリカ合衆国大統領選挙では、バラク・オバマが62.4%を獲得した。1992年から2004年の選挙でも民主党候補者が58%以上を獲得してきた。

## 都市と町
- ベネッツビル - 郡庁所在地
- ブレンハイム
- クリオ
- マッコール
- テイタム
- ウォレス